# 納德奇齊
50°36′49″N 25°29′2″E / 50.61361°N 25.48389°E
納德奇齊（烏克蘭語：Надчиці），是烏克蘭西北部的村莊，隸屬里夫內州的杜布諾區。該村面積8.43平方公里，海拔高度215米，2001年人口284，人口密度每平方公里33.7人。